# Los grandes éxitos en espanol
Los Grandes Éxitos en Espanol (Najveći hitovi na španjolskom) je prvi kompilacijski album američke hip hop grupe Cypress Hill izdan krajem 1999. godine. 
Na albumu se, izuzev pjesme "Siempre Peligroso", nalaze obrade hitova grupe s prva četiri albuma na španjolskom jeziku. 
Instrumental pjesme "Siempre Peligroso" će kasnije biti iskorišten u pjesmi 'We Live This Shit' s albuma Skull & Bones.

## Popis pjesama
U zagradi se nalaze ime pjesme u originalu
1. "Yo Quiero Fumar (I Want to Get High)"
2. "Loco en el Coco (Insane in the Brain)"
3. "No Entiendes la Onda (How I Could Just Kill a Man)"
4. "Dr. Dedoverde (Dr. Greenthumb)"
5. "Latin Lingo" (featuring Dj Bubie)
6. "Puercos (Pigs)"
7. "Marijuano Locos (Stoned Raiders)"
8. "Tú No Ajaunta (Checkmate)"
9. "Ilusiones (Illusions)"
10. "Muévete (Make a Move)"
11. "No Pierdo Nada (Nothin' to Lose)"
12. "Tequila (Tequila Sunrise)"
13. "Tres Equis"
14. "Siempre Peligroso" (featuring Fermin IV)

## Izvođači
- B-Real – pjevač
- Sen Dog – pjevač
- DJ Muggs – produkcija, miksanje

## Top ljestvica

### Albuma
| Godina | Ljestvica        | Pozicija |
| ------ | ---------------- | -------- |
| 1999.  | Top Latin Albums | #6       |
| 1999.  | Latin Pop        | #3       |

## Vanjske poveznice
- allmusic.com - Los grandes éxitos en espanol